# ميخائيل هدسون
ميخائيل هدسون (بالإنجليزية: Michael Hudson)‏ هو صحفي أمريكي، ولد في 1961 في ريتشموند في الولايات المتحدة.